# Ås, Nora kommun
Ås är en tätort i Nora kommun, Örebro län. Orten är belägen cirka 4 km nordväst om centrala Nora, vid stranden av Åsbosjön. 

## Befolkningsutveckling
| Befolkningsutvecklingen i Ås 1960–2020        | Befolkningsutvecklingen i Ås 1960–2020 | Befolkningsutvecklingen i Ås 1960–2020 | Befolkningsutvecklingen i Ås 1960–2020 | Befolkningsutvecklingen i Ås 1960–2020 |
| --------------------------------------------- | -------------------------------------- | -------------------------------------- | -------------------------------------- | -------------------------------------- |
|                                               |                                        |                                        |                                        |                                        |
| År                                            |                                        |                                        | Folkmängd                              | Areal (ha)                             |
| 1960                                          | 1960                                   |                                        | 219                                    |                                        |
| 1965                                          | 1965                                   |                                        | 266                                    |                                        |
| 1970                                          | 1970                                   |                                        | 259                                    |                                        |
| 1975                                          | 1975                                   |                                        | 293                                    |                                        |
| 1980                                          | 1980                                   |                                        | 495                                    |                                        |
| 1990                                          | 1990                                   |                                        | 550                                    | 49                                     |
| 1995                                          | 1995                                   |                                        | 566                                    | 49                                     |
| 2000                                          | 2000                                   |                                        | 540                                    | 49                                     |
| 2005                                          | 2005                                   |                                        | 534                                    | 49                                     |
| 2010                                          | 2010                                   |                                        | 499                                    | 49                                     |
| 2015                                          | 2015                                   |                                        | 494                                    | 72                                     |
| 2020                                          | 2020                                   |                                        | 475                                    | 61                                     |
| Anm.: Namnändring 1980 från Åshyttan till Ås. |                                        |                                        |                                        |                                        |

## Samhället
Ås har en liten F-6-skola, vid namn Ås skola. Där finns även fritidsverksamhet och ett mindre bibliotek.